# عباسعلی کرامتلو
عباسعلی کرامتلو (زادهٔ ۱۳۳۰ در مینودشت) نمایندهٔ حوزهٔ انتخابیهٔ مینودشت در دورهٔ پنجم مجلس شورای اسلامی بوده‌است.